# Roxana Graz
Roxana Cecilia Graz Iporre (Potosí, Bolivia; 1974) es una química, docente universitaria y dirigenta cívica boliviana. Actualmente es la presidenta interina de Comité Cívico Potosinista desde el 10 de diciembre de 2021.

## Biografía
Nació en la ciudad de Potosí el año 1974. Realizó sus estudios primaros y secundarios en el "Liceo de Señoritas Santa Rosa", el cual es uno de los colegios de mujeres más tradicionales y prestigiosos de toda la ciudad de Potosí, saliendo  bachiller el año 1992. Continuó con sus estudios superiores, ingresando a estudiar la carrera de ciencias químicas en la Universidad Autónoma Tomás Frías (UATF), titulándose tiempo después como química de profesión. Posteriormente se dedicó al ámbito académico, trabajando como catedrática en la UATF dando clases en la materia de química y en la de ingeniería en medio ambiente, de procesos y tecnológica. En la actualidad, Graz tiene 3 hijos y se encuentra divorciada.

### Dirigenta cívica (2014-presente)
La vida dirigencial de Roxana Graz comenzó en 2014, cuando durante ese año decide convertirse en dirigente de la Federación Universitaria de Docentes (FUD) en la misma casa de estudios superiores en donde impartía clases. A partir del año 2016, Graz participaría en varias marchas de protestas que se realizaron a favor del denominado "21F" en donde se exigía al gobierno del presidente Evo Morales Ayma que respete los resultados del referéndum constitucional de Bolivia de 2016 cuando el pueblo boliviano negó la intención de Evo Morales a reelegirse en la Presidencia de Bolivia.     
Es durante ese tiempo que en el año 2017 Roxana Graz conocería al entonces todavía vicepresidente del Comité Cívico PotosinistaMarco Antonio Pumari quien la invitó a incorporarse a COMCIPO. Graz aceptó la invitación de Pumari aunque al principio solamente ocupando un cargo cívico de bajo rango como el de  "secretaría de moralidad" encargada de la fiscalización.
Tiempo después, el 10 de diciembre de 2021 Roxana Graz asume la presidencia interina de COMCIPO debido a que los principales "dirigentes varones" se encontraban en la clandestinidad en vista de que tenían órdenes de aprehensión emitidas por el Ministerio Público de Bolivia (fiscalía).